# Aurelino Leal
Aurelino Leal é um município brasileiro do estado da Bahia, região Nordeste. Sua área territorial se estende por 445,394 km². De acordo com o Censo 2022 do Instituto Brasileiro de Geografia e Estatística (IBGE), a população era de 11 179 habitantes. O prefeito municipal é Rodrigo Calazans de Andrade.

## História
Em 1755, Manuel da Cunha Menezes, governador e capitão-general, estabeleceu um acordo com João Gonçalves da Costa, proprietário da fazenda Ressaca. O acordo consistiu em construir uma estrada que liga o sertão ao litoral, partindo da fazenda, que recebeu o nome de Estrada da Nação. Essa estrada foi um importante marco na vida econômica da província.
O município pertenceu inicialmente à Capitania de Ilhéus, e posteriormente ao município de Barra do Rio das Contas, hoje Itacaré. Ganhou autonomia administrativa pela Lei estadual n° 1.579, de 15 de dezembro de 1961, passando a denominar-se Aurelino Leal, em homenagem ao Dr. Aurelino de Araújo Leal. Foi efetivamente instalado a 7 de abril de 1963.

## Economia
No ano de 2019, o PIB per capita de Aurelino Leal foi de 9.502,03.
Em relação aos rendimentos de trabalho, em  2020 a média salarial mensal era de 1,9 salários mínimos, e a população economicamente ocupada era de 9,4% do total da população. Em comparação com os outros municípios da Bahia, Aurelino Leal ocupava respectivamente as posições 124 de 417 e 132 de 417.
No ano de 2021 o município apresentou receita de R$ 1.568.312,13, de acordo com o Tribunal de Contas dos Municípios do Estado da Bahia.

## Infraestrutura
No ano de 2010, o município contava com um total de 1,51 km² de área urbanizada. 
Neste mesmo ano cerca de 51,7% dos domicílios possuía esgotamento sanitário adequado, e 21,2% de domicílios urbanos estavam localizados em vias públicas urbanizadas  adequadamente com bueiros, calçadas, pavimentação e meio-fio.

### Educação
Em 2010,  o município apresentou uma taxa de escolaridade de 95,5% entre as crianças de 6 a 14 anos.
Em 2021 o município contava com 19 unidades de instituições de ensino fundamental com cerca de 2.050 alunos matriculados e apenas 1 de ensino médio, com 365 alunos matriculados. De acordo com o Tribunal de Contas do Estado da Bahia, o investimento em educação em 2021 foi de R$ 17.777.544,10.

### Saúde
Conforme dados do IBGE do ano de 2009, o município de Aurelino Leal contava com 7 instituições de saúde do SUS na cidade.

A taxa média de mortalidade infantil, em 2020, era de 31,58 por mil nascidos vivos. Em comparação com todos os municípios do estado em questão de saúde pública, a cidade ocupa o 22º lugar entre 417 cidades e o 3º lugar entre 417 cidades. De acordo com o Tribunal de Contas dos Municípios do Estado da Bahia, no ano de 2021 foram destinados R$ 3.610.519,20 para a área da saúde do Município.